# القدرة على الوصول إلى الشاطئ

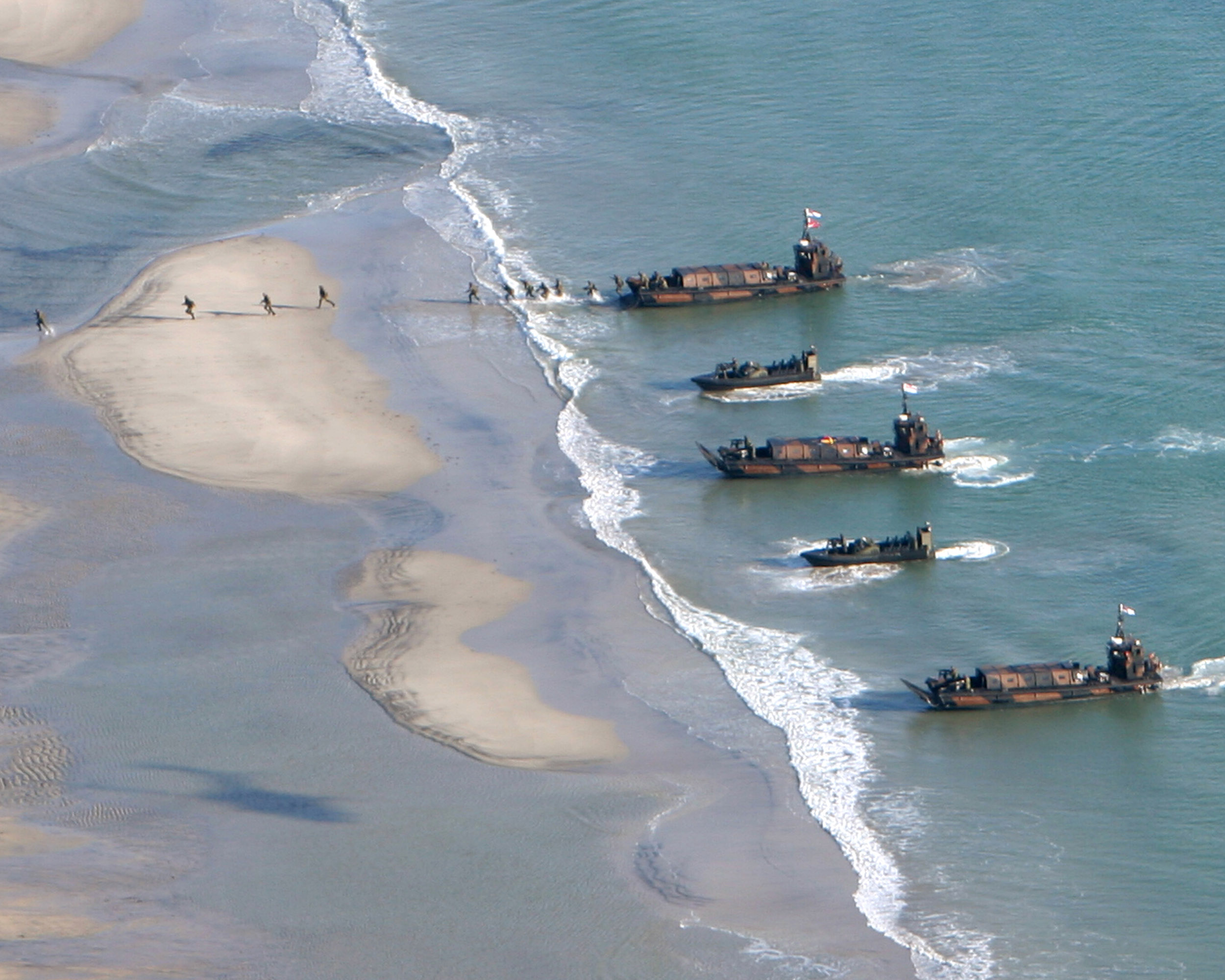
مشاة البحرية الملكية يقومون بإجراء تمرين حربي برمائي

المقياس الأساسي لفرض قوة الأمة هو قدرتها على الوصول إلى الشاطئ. يتكون هذا من عدد الجنود والدبابات والمركبات والمروحيات التي يمكن لأي دولة أن تنشرها فوق ساحل العدو في وقت الحرب. بشكل عام، لا تُحسب هذه العناصر إلا إذا أمكن نشرها عبر مئات الكيلومترات من المحيط المفتوح. تحدد القدرة على الوصول إلى الشاطئ عرض قوة الدولة جنبًا إلى جنب مع القوة الجوية الأمامية (قوة حاملات الطائرات و/أو القواعد الجوية الخارجية) والتحالفات والخيارات النووية.

## روابط خارجية
- دليل الجيش الأمريكي الميداني 100-10 الفصل 1: فرض القوة
- دليل الجيش الأمريكي الميداني 100-7 الفصل 6: فرض القوة